# One Bennett Park
One Bennett Park è un grattacielo di Chicago. Il progetto è stato annunciato per la prima volta come edificio al 451 E. Grand Avenue nel luglio 2014, approvato nel dicembre 2014, e nominato One Bennett Park nell'ottobre 2015.
L'edificio prende il nome da Edward H. Bennett, architetto e urbanista di Chicago che fu coautore del Piano di Chicago del 1909. L'edificio è stato completato alla fine del 2018 e successivamente è stato aperto nella primavera del 2019. È tra i grattacieli più alti di Chicago.

## Storia e posizione
L'edificio è stato approvato nel dicembre 2014, lo stesso mese l'Organizzazione Streeterville dei residenti attivi ha approvato l'edificio.
La torre è situata nella comunità River East del quartiere di Streeterville, a mezzo isolato da North Lake Shore Drive. La preparazione del sito è iniziata all'inizio del 2016.

## Caratteristiche
L'edificio è stato progettato da Robert AM Stern Architects che hanno progettato edifici simili, come 15 Central Park West, 30 Park Place e 220 Central Park South. Raggiunge i 257 metri d'altezza al tetto e 69 piani totali, rendendolo il 12° edificio più alto di Chicago. La torre è anche supervisionata da GREC Architects come Architect of Record.
L'edificio è il primo grattacielo per la società di costruzione al di fuori di New York City ed il suo secondo progetto a Chicago; in precedenza, ha creato i piani per le pensiline degli autobus JCDecaux. 451 E. Grand Avenue è costruito con una base in pietra calcarea, mentre il resto dell'edificio è in cemento prefabbricato, simile a molti edifici di Stern altrove. Tuttavia, il calcestruzzo sarà colorato e strutturato per assomigliare ad altri edifici nell'area di Streeterville e aderire agli stili neo-deco e neo-gotici prevalenti a Chicago. Gli interni, tra cui gran parte della hall e degli spazi comuni, saranno progettati da Robert AM Stern Interiors.
Gli ultimi due piani saranno dedicati a un attico meccanico. Il 68 ° piano ospiterà anche un mass damper. A causa del profilo stretto della torre, l'ammortizzatore di massa ha lo scopo di ridurre l'oscillazione laterale dal vento ad alta quota e rimuovere qualsiasi disagio da movimento per i condomini e i proprietari di attici vicino alla cima. Mentre gli smorzatori di massa sono spesso grandi, masse solide i cui movimenti sono controllati da pistoni idraulici, lo smorzatore in One Bennett Park sarà uno smorzatore da serbatoio, che utilizza un grande serbatoio di acqua per assorbire e alleviare il movimento laterale.

## Servizi e utilizzo
451 E. Grand Avenue è caratterizzato da un nuovo parco di 1,7 acri di Michael Van Valkenburgh & Associates che è accessibile a tutti i residenti della nuova torre e del quartiere River East circostante.
La torre include 279 appartamenti e 69 condomini, con una capacità di parcheggio totale di 900 posti auto. Mentre 400 di questi parcheggi saranno riservati ai residenti, la maggior parte sarà disponibile per i residenti e i visitatori dell'area circostante. Il parcheggio stesso occupa 4 piani di livelli sotterranei direttamente sotto il parco pubblico e la torre. Ciò contrasta con il modello più comune dell'area del fiume est. Come si può vedere in edifici come il Trump International Hotel and Tower e persino l'Hancock Center, il parcheggio invece è di solito collocato nei livelli inferiori dell'edificio.
Come molti nuovi grattacieli a Chicago, la torre sarà certificata LEED per la sostenibilità e sta attualmente provando a ottenere il livello di certificazione LEED Silver. Per questo motivo, la torre presenta diverse strategie sostenibili, come servizi igienici, lavandini e docce efficienti dal punto di vista idrico nelle aree pubbliche e residenziali. Il consumo complessivo di energia sarà ottimizzato con lo sfruttamento della ventilazione naturale.
La torre sarà inoltre caratterizzata da materiali a bassa emissione e a basso o zero VOC all'interno, tra cui vernici e rivestimenti interni. Almeno il 20% delle materie prime, come cemento strutturale e acciaio, muro a secco, muratura e isolamento, proverrà a livello regionale (entro 500 miglia dal sito del progetto). Almeno il 10% dei materiali sarà riciclato. Questa strategia mira a ridurre l'inquinamento causato dal trasporto di materiali su lunghe distanze, nonché le tossine rilasciate durante la produzione di materie prime (al contrario del riciclaggio e del riutilizzo di materiali).